# 蝶骨
蝶骨(sphenoid bone)為构成颅骨的22塊骨骼之一，共一块。当从前方观察时，其形状如同蝴蝶，所以得名。蝶骨分为体、小翼、大翼和翼突四个部分。

## 分區
蝶骨分為以下部分:
- 蝶骨體（英语：Body of sphenoid bone）位於蝶骨中央，蝶骨體上有土耳其鞍、鞍背（Dorsum sallae）、前床突、後床突等構造，腦下垂體位於土耳其鞍上。
- 具有兩對大翼及小翼
- 翼突由後方向前延伸

兩個蝶甲位於蝶骨體的前後方。

## 结构
①蝶骨体：为中间部的立方形骨块，内含蝶窦，窦分隔为左右两半，分别向前开口于蝶筛隐窝。体上面呈马鞍状，称蝶鞍，中央的凹陷为垂体窝。体部两侧有由后向前穿行的浅沟，称颈动脉沟，颈内动脉经颈动脉管入颅后行于此沟内。
②蝶骨大翼：自蝶骨体两侧伸向上方，分为凹陷的大脑面、前内侧的眶面和外下方的颞面。大翼根部自前内向后外可见圆孔、卵圆孔和棘孔，分别通过重要的神经和血管。
③蝶骨小翼：为三角形薄板，从蝶骨体的前上份发出。其上面为颅前窝的后部，下面构成眶上壁的后部。小翼与体的交界处可见视神经管。两视神经管内口之间有交叉前沟连通。小翼与大翼间的裂隙为眶上裂。
④蝶骨翼突：自蝶骨体与蝶骨大翼连接处下垂，向后敞开形成内侧板和外侧板。翼突根部呈矢状贯通的细管，称翼管，向前通入翼腭窝。

## 功能
蝶骨参与颅底和颅腔两侧壁，以及眶底和眶壁的形成。其还是大部分咀嚼肌的附着点。蝶骨内有许多孔和裂孔，其间通过部分头颈部的神经和血管，如眶上裂（过动眼神经、滑车神经、三叉神经眼神经支、外展神经）、圆孔（过上颌神经）和卵圆孔（过下颌神经）、棘孔（过脑膜中动脉）。

## 圖片

蝶骨位置（显示为绿色）。动画。
从下方观察的蝶骨（下颌骨已被移除）。
从上方观察的蝶骨（顶骨已被移除）。
蝶骨的形狀。
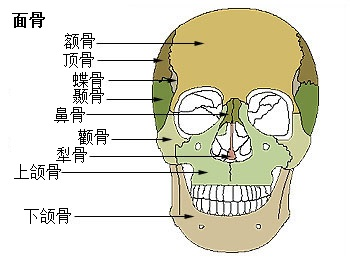
面部骨骼。
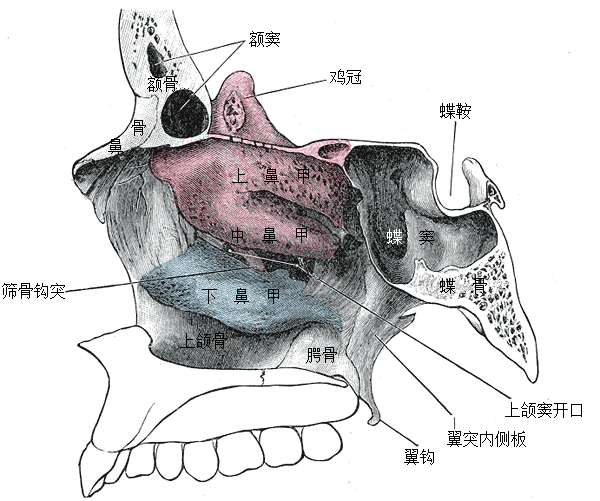
鼻腔的側壁顯示著篩骨的位置。
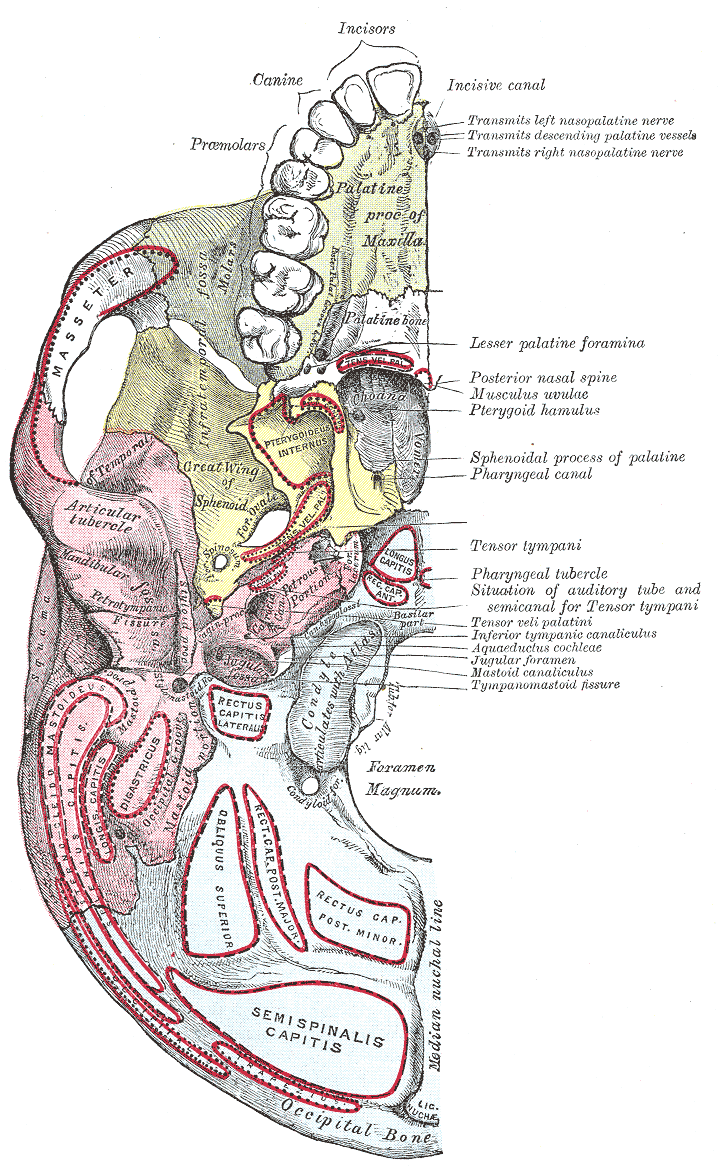
顱骨的底部。下面。
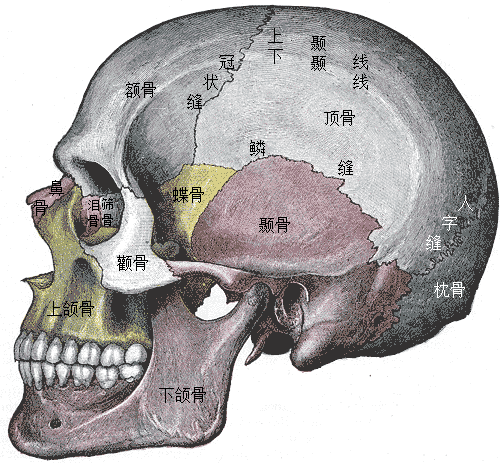
頭顱的侧视图。
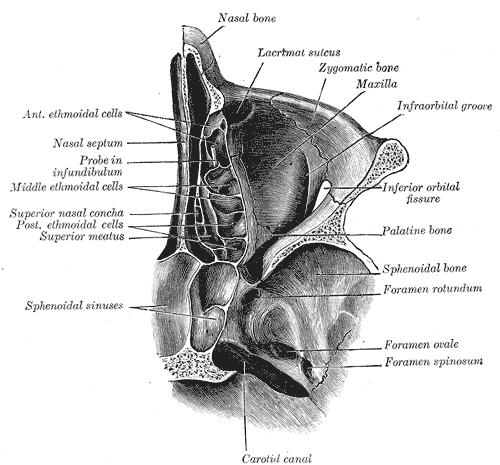
鼻腔及眼腔横截面。
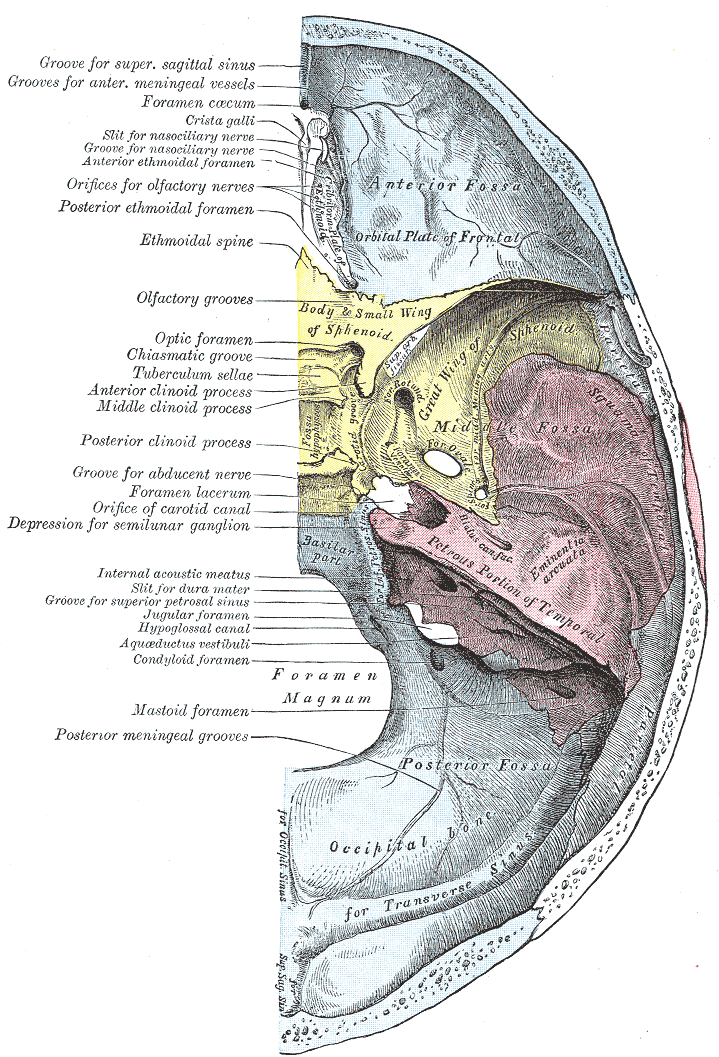
頭顱的底部。
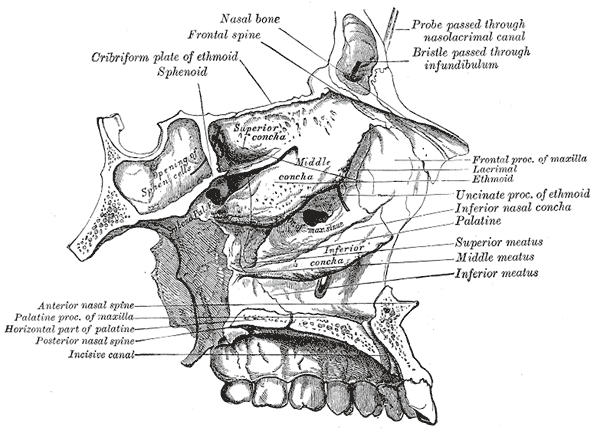
左側鼻腔的側邊、頂部和底部。
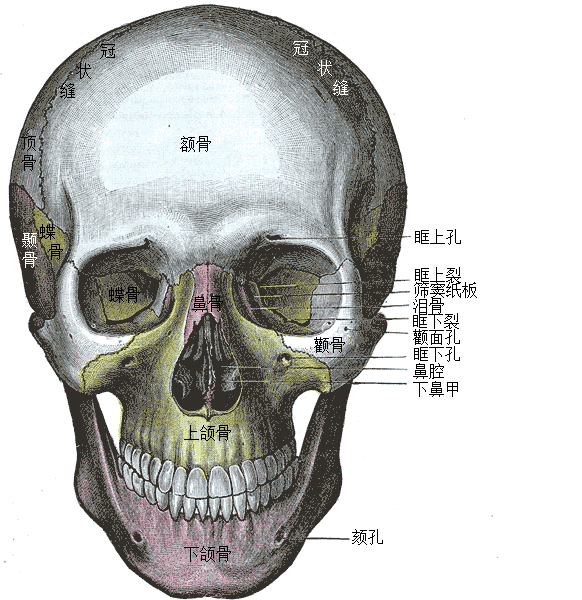
頭顱的前視圖。圖片左側的眼窩裡和顴突後面帶有黃色的地方是蝶骨。
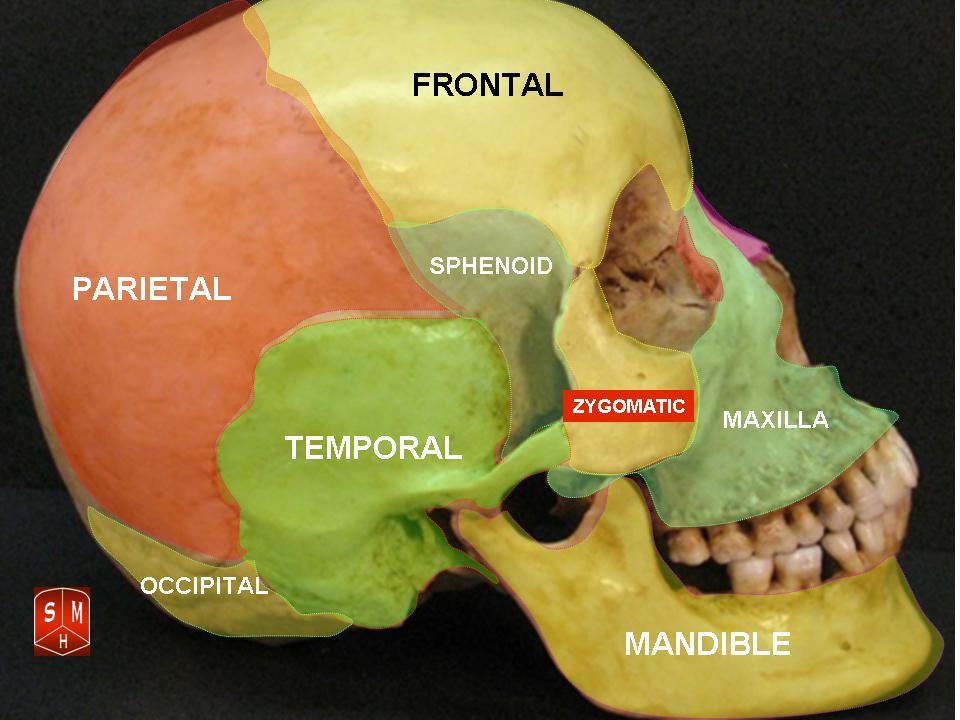
蝶骨的位置。
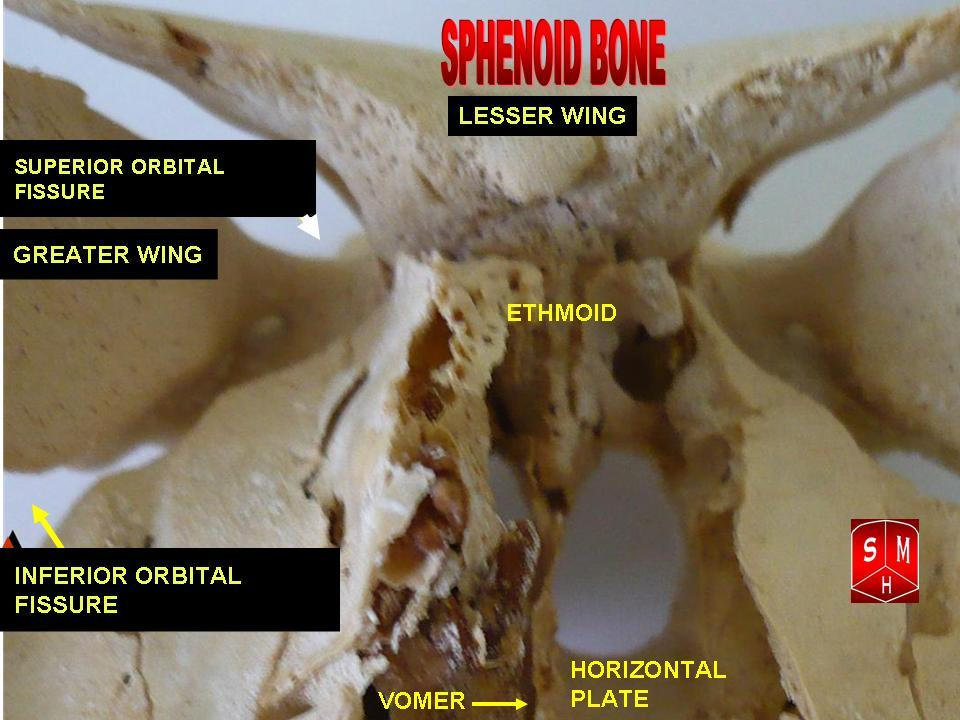
蝶骨的前视图。
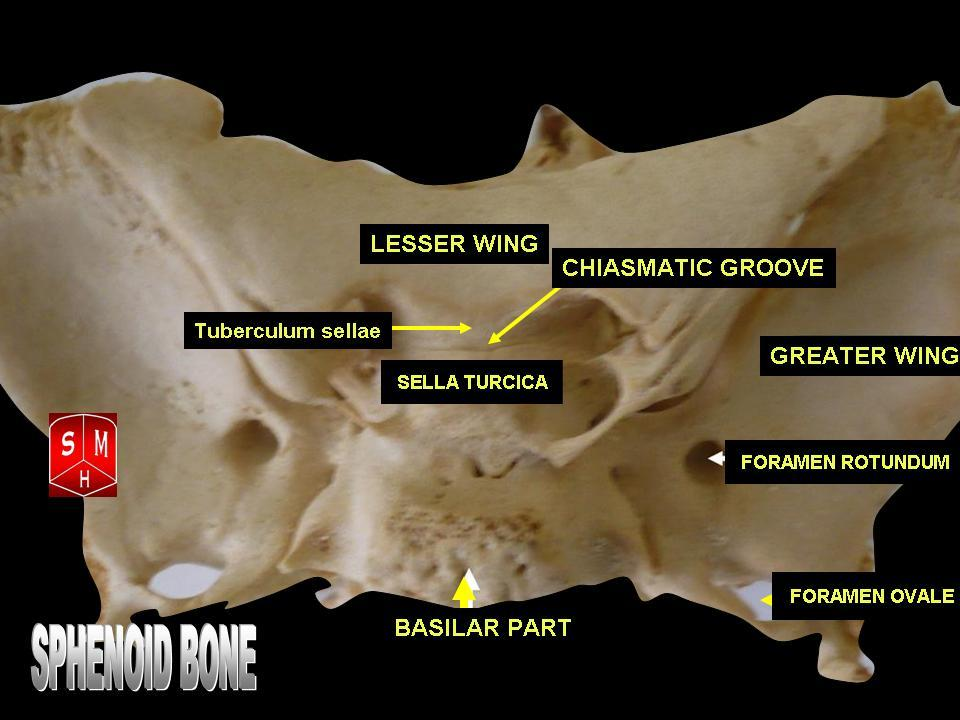
蝶骨的上视图。
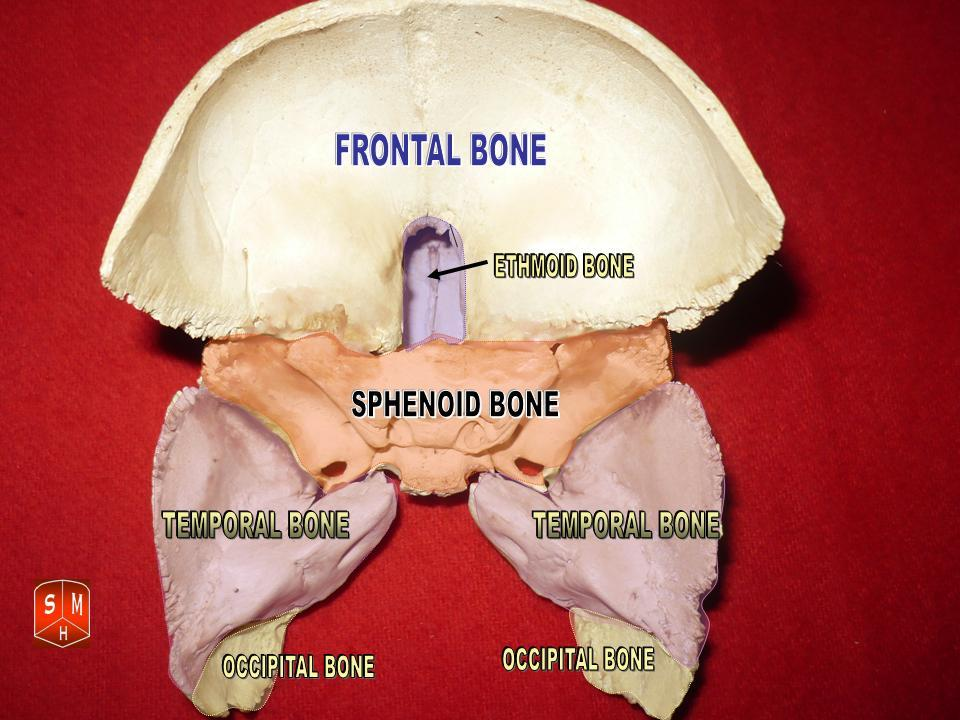
蝶骨和颞骨。
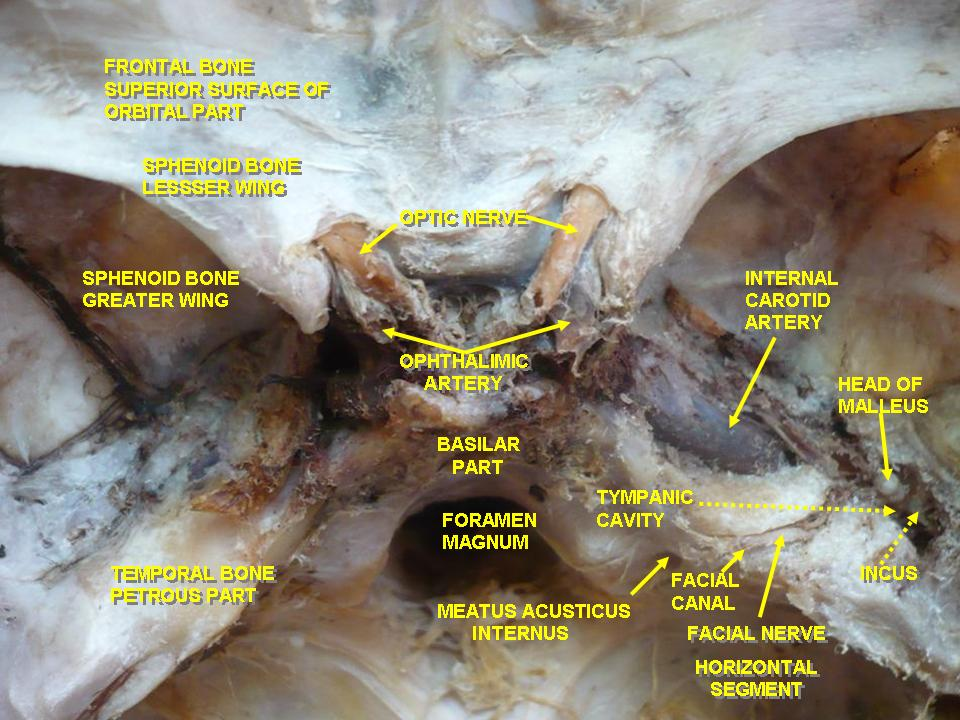
鼓室。面神經管。內部頸動脈。

## 外部連結
- 解剖學(Anatomy)-sphenoid bone(蝶骨) （页面存档备份，存于）

1. ↑  . 人民卫生出版社. 2018年.